# Meadhaven United
Meadhaven United is een Jamaicaanse voetbalclub uit de hoofdstad Kingston.
Ze degradeerden in het seizoen 2009/2010 uit de Jamaican National Premier League.